# Ерік Срекі
Ерік Срекі (фр. Éric Srecki, нар. 2 липня 1964, Бетюн, Франція) — французький фехтувальник на шпагах, дворазовий олімпійський чемпіон (1988 та 1992 роки), срібний (2000 рік) та бронзовий (1996 рік) призер Олімпійських ігор, чотириразовий чемпіон світу.

## Виступи на Олімпіадах
| Олімпіада      | Дисципліна          | Місце |
| -------------- | ------------------- | ----- |
| Сеул 1988      | індивідуальна шпага | 17    |
| Сеул 1988      | командна шпага      | 1     |
| Барселона 1992 | індивідуальна шпага | 1     |
| Барселона 1992 | командна шпага      | 4     |
| Атланта 1996   | індивідуальна шпага | 9     |
| Атланта 1996   | командна шпага      | 3     |
| Сідней 2000    | індивідуальна шпага | 7     |
| Сідней 2000    | командна шпага      | 2     |